# Santiago (geslacht)
Santiago is een geslacht van vliesvleugelige insecten uit de familie bijen en hommels (Apidae)

## Soorten
- S. mourei Urban, 1989
- S. wittmanni Urban, 2003